# Stomina iners
Stomina iners är en tvåvingeart som först beskrevs av Johann Wilhelm Meigen 1838.  Stomina iners ingår i släktet Stomina och familjen spyflugor. Inga underarter finns listade i Catalogue of Life.